# Cessna 195
Cessna 190 in 195 Businessliner sta enomotorni športni letali, ki jih je proizvajala ameriška Cessna med letoma 1947 in 1954. Letali poganja zvezdasti (radialni) motor. Letali sta bili sorazmerno dragi za športno letenje, zato jih je Cessna oglaševala kot poslovni letali. Na letali se da namestiti tudi plovce za pristajanje na vodi. 
C195 velja za prvo Cessnino povsem aluminijasto letalo in zadnje Cessnino letalo z zvezdastimi motorji.
Kljub starosti je veliko letal še vedno v uporabi. 

## Specifikacije (Cessna 195)
Podatki iz The Complete Guide to Single Engine Cessna, 3rd Edition
Splošne značilnosti
- Posadka: 1
- Število sedežev: 4 potniki
- Dolžina: 27 ft 4 in (8,33 m)
- Razpon kril: 36 ft 2 in (11,02 m)
- Višina: 7 ft 2 in (2,18 m)
- Teža praznega letala: 2.100 lb (953 kg)
- Bruto teža: 3.350 lb (1.520 kg)
- Kapaciteta goriva: 75 US gal (280 L; 62 imp gal)
- Pogon letala: 1 × Jacobs R-755 radialni motor, 300 hp (220 kW)
- Propelerji: št. lopatic: 2 Hamilton Standard s konstantnimi vrtljaji

Zmogljivost
- Maks. hitrost: 185 mph (298 km/h; 161 kn)
- Potovalna hitrost: 170 mph (148 kn; 274 km/h) pri 70% moči
- Hitrost pri porušitvi vzgona: 62 mph (54 kn; 100 km/h) s spuščenimi zakrilci (450)
- Doseg: 800 mi (695 nmi; 1.287 km) at 70% power
- Višina leta (servisna): 18.300 ft (5.578 m)
- Hitrost vzpenjanja: 1.200 ft/min (6,1 m/s)
- Obremenitev krila: 15,36 lb/sq ft (75,0 kg/m2)